# António Victorino de Almeida
António Victorino Goulartt de Medeiros e Almeida GCIH (Lisboa, 21 de maio de 1940) é um compositor, maestro, pianista, escritor e apresentador português. Dedica-se esporadicamente a outras actividades, como a realização de programas de televisão sobre música.

## Família
Filho do conhecido advogado lisboeta António Victorino de Lacerda Fernandes e Almeida (Barreiro, Barreiro, 18 de Abril de 1912 - Lisboa, 5 de Novembro de 2000) e de sua mulher (Lisboa, Campo Grande, 24 de Junho de 1939) Maria Amélia de Loureiro de Macedo Goulart de Medeiros (Lisboa, Lapa, 13 de Abril de 1906 - 4 de Novembro de 1983), filha de Augusto Goulart de Medeiros e tetraneta do 1.º Barão de São José de Porto Alegre.

## Biografia
De uma família da alta burguesia, com raízes na aristocracia açoriana, foi marcado pelas referências culturais que o ambiente familiar lhe proporcionou — o seu avô paterno, Achilles d'Almeida, era músico amador, poeta, autor e encenador de peças de teatro; a mãe, Maria Amélia Goulart de Medeiros, de origem açoriana, fizera uma breve carreira de cantora lírica. A sua primeira sogra, Odette de Saint-Maurice, foi escritora e locutora de rádio. O pai, o advogado Victorino d'Almeida, incentivou António, filho único, a desenvolver o seu gosto pela música.
Com tais ascendentes artísticos, o jovem António Vitorino d'Almeida começou desde muito cedo a aprender música e cedo também se revelou o seu talento extraordinário — aos cinco anos compôs a primeira obra. Com sete anos deu a primeira audição e interpretou obras de Mozart e Beethoven, para além de duas peças de sua autoria. Uma crítica da época, no Século Ilustrado, baptiza o pequeno prodígio de "Antonito" e considera «maravilhoso o seu poder de interpretação». Uma notícia do Diário Popular, de 16 de Abril de 1955, refere o seu primeiro concerto no Conservatório Nacional.
O maestro diria que, apesar da precocidade do seu desempenho artístico, teve uma infância «normal». Victorino d'Ameida frequentou o liceu em simultaneidade com o Curso Superior de Piano no Conservatório Nacional de Lisboa. Campos Coelho terá sido o professor de música que mais o influenciou. Concluiu o curso com 19 valores e obteve uma bolsa de estudo do Instituto de Alta Cultura para estudar composição em Viena, na Academia de Música. Foi aluno do professor austríaco Karl Schiske, e concluiu esta pós-graduação com a mais alta classificação dada por aquela escola: a distinção por unanimidade do júri e consequente prémio especial do Ministério da Cultura da Áustria. Fixou residência em Viena, onde viveu durante duas décadas, sem contudo deixar de fazer visitas regulares ao seu país.
Durante sete anos (1974-1981), foi adido cultural da Embaixada Portuguesa em Viena, cargo que lhe valeu uma condecoração atribuída pelo Presidente da República da Áustria. Em 1989 decidiu entrar na arena política e apresentou a sua candidatura ao Parlamento Europeu como cabeça de lista pelo MDP/CDE, não tendo sido eleito. Victorino d'Almeida leccionou ainda cursos de musicologia na Universidade do Porto e em Tavira.
A sua carreira como concertista entrou algumas vezes em conflito com a actividade de composição e ambas sofrem da dispersão por áreas aparentemente tão distintas como o cinema, a televisão, a escrita e a rádio. Apesar de ter sempre o tempo muito ocupado, privilegia sempre a música, pois considera ser essencialmente um compositor e argumenta que a música é o elo que dá consistência a tudo o que faz. A sua obra é muito vasta, e abrange os mais variados géneros musicais,  desde a música a solo, para piano e outros instrumentos, à música de câmara, à música sinfónica e coral-sinfónica, ao Lied ou à ópera, além de muita música para cinema ou para teatro e fado, sendo sem dúvida um dos compositores portugueses que mais obra produziu.
Tem a sua música publicada na AvA Musical Editions.
A 9 de Junho de 2005 foi feito Grã-Cruz da Ordem do Infante D. Henrique.
Em maio de 2014, foi condecorado com o grau de Cavaleiro da Ordem das Artes e das Letras de França.

## Escritor
Autor de oito livros:
- Ficção
  - Coca-cola killer
  - Tubarão 2000
  - Histórias de Lamento e Regozijo
  - Um caso de Bibliofagia
  - Os Devoradores de Livros
- Reportagem
  - Polisário: Memória da Terra Esquecida
- Música
  - Música e Variações
  - O que é a Música
  - Músicas da Minha Vida
  - Toda a música que conheço vol.1
  - Toda a música que conheço vol.2
  - O Meu Livro de Música

É ainda autor dos guiões já publicados da série Duetos Imprevistos, que apresentou na SIC com Bárbara Guimarães, da adaptação para teatro musicado de A Relíquia, de Eça de Queiroz, que esteve quase dois anos em cena no teatro A Barraca, do guião do seu próprio filme, A Culpa, de vários outros guiões cinematográficos, nomeadamente das várias séries que apresentou na televisão, de peças de teatro, ensaios.

## Televisão
Participou em programas como Histórias da Música, Tema e Variações, A Música e o Silêncio, A Nota Sensível, As Fontes do Som e Duetos Imprevistos (apresentado com Bárbara Guimarães) e Pianíssimo.

## Teatro
Compôs e interpretou várias bandas sonoras para os espetáculos do Grupo A Barraca: A Relíquia; O Inspector Geral; D. Maria, A Louca e Menino de Sua Avó, entre muitos outros.

## Lista de Obras
- Tema e Variações op.1* Piano Solo 1951 (revisão:1959)
- 10 Peças Curtas op.2 Piano Solo 1951 (revisão:1960)
- 3 Corais de Natal op.3 Coro em Vocalizo 1952 (revisão:1957)
- 7 Danças op.4 Piano Solo 1952 (revisão: 1959)
- "Ave Maria op.5 Voz e Piano 1952 (revisão: 1960)
- 2 Caixas de Música op.6* Piano Solo 1952 (revisão: 1956)
- 12 Prelúdios op.7 * Piano Solo 1952-1962 (revisão:1967)
- 4 Estudos Fanático-Românticos* op.8 Piano Solo 1954 (revisão: 2000)
- Fantasia op.9* Piano Solo 1956 (revisão: 1961)
- Sonatina op.10* Piano Solo 1956 (revisão: 1960)
- "Dia de Mercado" op.11* 2 Pianos 1955 (revisão: 1959)
- "O Realejo" (sobre um conto de Axel Munthe) op.12** Piano Solo 1956 (revisão:1967)
- Pantomima op.13** 2 Pianos 1956 (original)
- Concerto de Pífaro e Fungágá op.14** 2 Pianos  1956 (revisão:1960)
- Páscoa no Minho op.15*  1957 (revisão: 1962)
- Capricho op.16 ** Piano Solo 1959(revisão:1967)
- Tocata op.17 * Piano Solo 1959 (revisão:1960)
- 3 Valsas op.18 Piano Solo 1959
- 2 Nocturnos op.19 Piano Solo 1959
- Concerto nº1 op.20* Piano e Orquestra 1959 (revisão:1977)
- "Giestas" op.21** Orquestra 1960
- Sonata nº1  op.22* Piano Solo 1961 (revisão:1965)
- Prelúdio e Fuga op.23** Piano Solo 1963
- Sonata nº2 op.24 ** Piano Solo 1964
- 2 Prelúdios e Fuga op.25 Piano Solo 1964
- "Ficções do Interlúdio" (sobre Fernando Pessoa) op.26** Voz e Piano 1966
- Variações e Fuga op.26 ** Orquestra de Cordas 1967
- "O Chacareiro Maníaco"op.27** Orquestra 1968
- Bagatela op.28 Violoncelo e Piano 1968
- Suite de Guitarra op.29** Guitarra Solo 1968
- Sonata nº3  op.30** Piano Solo 1968
- Rapsódia Portuguesa op.31 Piano Solo 1969
- Sinfonia Concertante op.32** Orquestra, Coro e Solistas 1970
- "O Judeu" op.33** Orquestra 1971
- "A vida de um não-herói",op.34** Piano, Flauta, Oboé, Clarinete, Fagote, Trompa e Xilofone. 1972
- Peça em Forma de Princípio,op.35 Piano Solo 1972
- Música Antiga, op. 36 Piano, Guitarra, Violino, Flauta, Oboé e 2 Percussionistas 1973
- "Un rêve d’un rêve", op.37 Piano, Violino, Flauta e Clarinete. 1973
- "O Canto da Ocidental Praia" op.38 *** Ópera (Orquestra, Cantores e Coro) 1973
- 2 Sonetos de Camões. Op.39** Voz e Piano 1974
- Sonata nº4(Sonata Buffa), op.40** Piano 1974
- Epifonia** op.41 Orquestra 1975
- 3 Canções de Epiro op.42 (sobre Herberto Hélder) Voz e Piano 1975
- Sonata nº5 op. 43** Piano 1975
- "A Fábrica dos Sons op.44** Orquestra e Narrador 1976
- O gato Barnabé op.45** Clarinete Solo 1976
- 3 Exercícios de Memória op.46** Piano Solo 1976
- 5 Canções de B.Brecht op.47 Voz e Piano 1977
- 2 Canções de André Heller op.48 2 Vozes e 2 Pianos 1977
- Meditações Inquietas sobre um dia Abril op.50** Quarteto de Cordas 1977
- Sonata nº6 op.51 Piano Solo 1977
- Pornofonia op.52** Piano e Orquestra 1977
- "Lisboa em Camisa" op.53** Piano, Violino, Flauta, Clarinete, Harpa, Fagote, Trompete, Trombone, Trompete, Saxofone Alto, 2 Percussionistas 1977
- Fantasia nº1 op.54** Flauta e Piano 1978
- Te Deum op.55 Voz, Fagote e Piano 1978
- Quinteto de Sopro op.56** Flauta, Oboé, Clarinete,Fagote e Trompa 1979
- Elegia op.57** Harpa e Saxofone (Flauta) 1980
- Música de Câmara Popular op.58 Piano, Acordeão, Flauta, Oboé, Violino,Trompa e Trombone. 1980
- Suite Teatral nº 1(Santa Joana op.59 dos Matadouros) Piano, Flauta, Oboé, Trombone, Acordeão, Violino e Vozes 1980
- Suite Teatral nº2 ("O "Cerejal"), op.60 Piano, Violino, Trompa, Fagote, Clarinete e Acordeão 1982
- Suite Teatral nº3 (La puce à l’oreille),op 61** 2 Violinos, Viola, Violoncelo, Piano, Trompete, Acordeão e Percussão 1983
- Fantasia nº2, op.62** Flauta e Piano 1984
- Três Andamentos à Procura de um Quarteto op.63** Contrabaixo, Piano, Viola, Oboé, Contrabaixo 1984
- Sonata nº7 op.64** Piano Solo 1984
- Suite Teatral nº4 op.65 ("Uma donzela para um gorila") Piano, Corne Inglês, Cravo, Trombone, Bateria 1984
- Fogo de Artifício op.66** Orquestra 1984
- Elegia para um pequeno bicho op.67 Piano Solo 1985
- Nocturno op.68 Piano Solo 1985
- Piaf op.69** Piano, Violino, Harpa e Acordeão 1985
- Fantasia para Guitarra op.70** Guitarra Solo 1985
- Fragmento II op.71 Piano, Guitarra, Flauta e Violoncelo 1986
- Berceuse op.72 Piano Solo 1986
- O Número do Trapézio op.73 Flautim e Tuba 1986
- Invenções livres 1986 c/ Carlos Paredes
- Pluhar Lieder op.74** Voz e Orquestra 1987
- Pequena Peça Infantil  (aos 9 anos da minha Aninhas) op.75 Violino e Piano 1987
- Serenata ao Tempo Perdido op.76 Flauta, Oboé, Clarinete, Fagote, 1 (ou 2) Guitarra 2 Bandolins, Cravo, Pequena Orquestra de Cordas (2 Violinos, Violas e Violoncelos). 1988
- Trio op.77 Piano, Clarinete, Violoncelo 1987
- À memória de um Amigo op.78 Piano Solo 1988
- Suite Teatral nº5 op.79 ("O Render dos Heróis") 2 Trompetes, 2 Trompas, Trombones, Tuba e 3 Percussionistas 1988
- D.João e a Máscara op.80 Flauta e Guitarra 1988
- Masurca para Pauline op.81 Piano 1988
- Poema de Maresia op.82 Orquestra de Câmara 1989
- Suite Teatral nº6 op.83** Piano, Violoncelo, Harpa, Flauta, Clarinete, Trompa, Trompete, Trombone Baixo e 2 Percussionistas 1990
- Suite Teatral nº7 "Dinis e Isabel", op.84 Piano, Voz, Trompa, Harpa e Flauta 1990
- Casamento à Moda Antiga" op.85** Trompa e Piano 1990
- Missa de São Judas Tadeu op.86** Voz, Piano, Viola, Oboé e Contrabaixo 1991
- Abertura Clássica op.87** Orquestra 1991
- Capricho sobre um Teatro de Fantoches op.88** Piano, Harpa, Flauta e Trompa 1992
- Sonatina Absurda op. 89** Flauta Solo 1992
- Epigrama de Bocage op.90** Voz, Piano, Flauta, Harpa e Trompa 1992
- 3 Canções Canções (sobre José Carlos González) op.91** Voz, Piano e Trompa 1993
- Memória op.92** Flauta, Trompa e Piano 1993
- 3 Valsas de Salão op.93** Piano, Flauta, Clarinete, Trompa,Harpa, 2 Violinos, Viola, Violoncelo e Contrabaixo. 1994
- Sonata de Viola op.94** Viola e Piano 1994
- A Ópera dos Sem Vintém op.95 Soprano, Tenor, Coro, Trompete, Guitarra Portuguesa, Piano e Acordeão 1995
- 3 Momentos Sentimentais op.96** Piano Solo 1995
- Memórias de Amanhã, op.97** Orquestra 1995
- Sonata de Trompa, op.98** Trompa e Piano 1995
- Diálogo**,op.99 Violino e Piano 1996
- "Gaudeamus" op.100** Voz, Piano, Violino, Violoncelo, Flauta, Oboé, Clarinete Fagote, Trompete, Saxofone, Harpa, Acordeão e 3 Percussionistas. 1996
- Vocalizo op.101** Voz, Piano e Trompa 1996
- In memoriam op.102** 2 Trompetes, Trompa, Trombone e Tuba. 1997
- Fantasia Concertante op.103** Guitarra e Orquestra 1997
- Divertimento op. 104** Orquestra 1997
- "Era uma vez",op.105 Piano Solo 1988
- Allegro de Concerto op.106** Saxofone e Piano 1998
- Peça de Concerto op.107 Trombone Baixo e Piano 1998
- Concertino op.108** Orquestra 1998
- Fado com Blue obligato op.109 Piano, Guitarra Portuguesa, Acordeão e Saxofone Alto 1998
- The woman in themoon, op.110 Quarteto de Cordas, Flauta Oboe, Guitarra e Percussão 1998
- Marcha de Lisboa op.111 2 Trompetes, Trompa, Trombone e Tuba. 1998
- Rock and roll op.112** Piano, Viola e Contrabaixo 1998
- Suite Televisiva nº1,op.113 Piano, Saxofone Alto, Trompete, Violoncelo, Clarinete, Harpa e 2 Percussionistas 1999
- Sinfonia op.114** Orquestra 1999
- Suite nº1 "Capitães de Abril" op.115 Orquestra e Piano 1999
- Suite nº2 "Capitães de Abril" op.116 Orquestra e Piano 1999
- Bagatela nº2 op.117 Violoncelo e Piano 2000
- 7 Nocturnos op.118 Piano Solo 2000
- Os Primeiros Passos op.119 Piano Solo 2000
- À Memória do meu Sótão op.120 Harpa, Celesta e 6 Percussionistas 2000
- Suite Teatral nº7 "A Relíquia" op.121 Piano a 4 Mãos 2000
- Inquietação na Pandeireta op.122 Piano, Harpa e Marimba 2001
- Valsa Imprópria para Salão op.123** Piano e Marimba 2001
- 6 Canções Tradicionais da Madeira op.124 ** Voz e Orquestra 2001
- Bagatela nº3 op. 125 Violoncelo e Piano 2001
- 5 Canções sobre Natália Correia op.126** Soprano, Contralto e Piano 2002
- Para uma Criança que vai nascer op.127** Piano a 4 mãos 2002
- "La Campanella" op.128** Piano e pequena Orquestra 2002
- Rapsódia sobre Temas de Peter Marinoff op.129** Piano e pequena Orquestra 2002
- De profundis, op.130 Piano, Viola de Arco, Oboé e Contrabaixo 2003
- Sonatina para Guitarra Portuguesa e Piano op. 131 Guitarra portuguesa e Piano 2003

Nota: As obras assinaladas com* só foram apresentadas na sua primeira versão. As obras assinaladas com** foram estreadas na sua versão definitiva. A obra assinalada com*** (op.38) foi parcialmente apresentada, mas em condições tão deficientes que o autor não considera que se possa de modo algum considerar como tendo sido estreada.

### Música para filmes
- «Lista». CITI

Symphony #3, op.142 (2007) and Symphony #4,op.153 (2009) are recorded on numerica NUM 1192 with the Beiras SO under the composer's direction.

## Casamentos e descendência
Casou primeira vez com a jornalista Maria Armanda de Saint-Maurice Ferreira Esteves, filha de Odette de Saint-Maurice, autora juvenil e locutora de rádio, de quem tem duas filhas, as actrizes Maria de Medeiros e Inês de Medeiros. Inês estreou-se com dez anos no filme que o pai realizou (1980 - A Culpa).
Casou segunda vez com Sybil Harlé, de quem tem uma filha, a violinista e compositora Anne Victorino de Almeida.